# Aigremont (Alta Marna)
Aigremont è un comune francese di 20 abitanti situato nel dipartimento dell'Alta Marna nella regione del Grand Est.

## Società

### Evoluzione demografica
Abitanti censiti